# 格里菲斯峰
85°47′S 131°31′W / 85.783°S 131.517°W
格里菲斯峰（英語：Griffith Peak）是南極洲的山峰，位於瑪麗伯德地，處於威斯康辛山脈西部，海拔高度超過1,800米，美國地質調查局根據測量和該國海軍的空中照片繪入地圖，現時由南極條約體系管理。